# Крым (альбом)
«Крым» — второй студийный альбом группы «Звуки Му». Был записан в 1988 году, а в 1994 году был официально издан на CD. Считается лучшим альбомом группы с точки зрения самих музыкантов, принимавших участие в записи. В 1989 году группа «Звуки Му» под фонограмму с альбома исполнила песни «Гадопятикна» и «Постовой» в популярной советской телепередаче «Музыкальный ринг».
В ноябре 2010 года альбом был включён журналом «Афиша» в список «50 лучших русских альбомов всех времен. Выбор молодых музыкантов», где занял 36-е место. Рейтинг составлялся по опросу среди представителей нескольких десятков молодых музыкальных групп России.

## История альбома
Запись проводилась после трёхнедельной записи дебютного альбома, который стал поздней фиксацией на плёнке старой программы, на даче Липницкого в течение 10 дней. «Актуальная» программа фиксировалась на портастудию Fostex, оставленную Шумовым группе на несколько дней, после завершения работы над «Простыми вещами». Сведением альбома помимо Мамонова, который был измотан записью «вещей», занимались и остальные участники коллектива: Александр Липницкий и Антон Марчук. Сама запись прошла легко и быстро. Павел Хотин, игравший при записи предыдущего материала на самодельных клавишах «Мини-Му», при записи «Крыма» уже использовал клавиши «Yamaha DX-7», вымененых Липницким у Сергея Бугаева (который участвовал в группе на ранних этапах становления коллектива) на половину редкой иконы. В итоге «Крым» стал «самым аутентичным по музыке и самым любимым альбомом музыкантов группы», который позволил зафиксировать старый материал на плёнке и перейти к созданию новой программы, впоследствии составившую основу «посмертного» альбома группы — «Транснадёжность». «Крым», изначально зафиксированный как магнитоальбом, впоследствии был переиздан в 1994 году в формате CD.
В 2023 году альбом был переиздан на CD и LP лейблом «Maschina Records» с оригинальной плёнки. CD-издание было дополнено концертом в ЛДМ 1987 года, известным под названием «Спиритизм» и содержащим раритетную песню «Волкман», не вошедшую ни в один альбом группы.

## Список композиций

Альбом «Крым», переизданный на виниле в 1994 году

Слова и музыка всех песен — написаны Петром Мамоновым.
| №   | Название                        | Длительность |
| --- | ------------------------------- | ------------ |
| 1.  | «Оконное стекло»                | 3:06         |
| 2.  | «Отвяжись»                      | 4:25         |
| 3.  | «Ремонт»                        | 3:50         |
| 4.  | «Крым»                          | 2:13         |
| 5.  | «Сумасшедшая королева»          | 4:00         |
| 6.  | «Суперсизый кинг »              | 4:46         |
| 7.  | «Гадопятикна»                   | 5:21         |
| 8.  | «Парашютист»                    | 6:30         |
| 9.  | «Постовой (ежедневный герой)»   | 3:57         |
| 10. | «Песня профессора Давыдовского» | 3:46         |

## Участники записи
- Пётр Мамонов — гитара, вокал[5]
- Алексей Бортничук — гитара
- Александр Липницкий — бас-гитара
- Алексей Павлов — ударные, труба[5]
- Павел Хотин — клавишные, бэк-вокал
- Антон Марчук— запись звука, сведение[5]